# Helmut Konrad (Politiker, 1926)
Helmut Friedrich Konrad (* 9. Februar 1926 in Kümbdchen; † 28. März 2009 in Simmern/Hunsrück) war ein deutscher Landwirt und Politiker (FDP).

## Leben
Konrad besuchte von 1932 bis 1940 die Volksschule und von 1940 bis 1942 Berufsschule. Zwischen 1940 und 1943 machte er eine Landwirtschaftslehre und besuchte von 1942 bis 1944 zwei Semester die Landwirtschaftsschule. 1943 legte er die Gehilfenprüfung ab. Er war von 1944 bis 1948 Kriegsteilnehmer und geriet dann in Kriegsgefangenschaft. 1953 legte er die Meisterprüfung ab und übernahm 1961 den elterlichen landwirtschaftlichen Betrieb.

## Politik
Am 22. November 1943 beantragte Konrad die Aufnahme in die NSDAP und wurde zum 20. April 1944 aufgenommen (Mitgliedsnummer 9.682.150). Nach dem Krieg war er zunächst parteilos und trat 1968 der FDP bei. Von 1960 bis 1989 war er Mitglied des Gemeinderats Kümbdchen und 1989 wurde er Mitglied des Kreistags.
1987 wurde er im Landtagswahlkreis 2 in den elften Landtag Rheinland-Pfalz gewählt, dem er zwei Wahlperioden lang bis 1996 angehörte. Im Landtag war er in der 11. Wahlperiode Mitglied in der Kommission nach Art. 10 Grundgesetz, der Parlamentarischen Kontrollkommission, dem Petitionsausschuss, der Strafvollzugskommission und der Enquete-Kommission „Möglichkeiten direkter Bürgerbeteiligung und -entscheidung in der repräsentativen Demokratie“. In der 12. Wahlperiode war er stellvertretender Vorsitzender im Ausschuss für Landwirtschaft, Weinbau und Forsten und Mitglied in der Kommission nach Art. 10 Grundgesetz, der Parlamentarischen Kontrollkommission und dem Petitionsausschuss.
Daneben war Konrad stellvertretender Vorsitzender bzw. Vorsitzender des Landesfachausschusses Agrar, Vorstandsvorsitzender der Wirtschaftsgenossenschaft Hunsrücker Bauern in Kümbdchen, Kreisvorsitzender des Bauern- und Winzerverbandes Rhein-Hunsrück, Vizepräsident bzw. Mitglied des Präsidiums des Bauern- und Winzerverbands Rheinland-Nassau, Mitglied der Vollversammlung und des Vorstands der Landwirtschaftskammer Rheinland-Pfalz, des Vorstands der Landwirtschaftlichen Sozialversicherung in Düsseldorf, des Beirats der CG für Vieh und Fleisch Hannover, des Aufsichtsrats der Hunsrück-Bank Simmern, der Wiederaufbaukasse gem. Weinbergwiederaufbaugesetz und von 2001 bis 2009 Schatzmeister der Vereinigung der ehemaligen Mitglieder des Landtags.